# NK Podgrmeč
NK Podgrmeč (Nogometni Klub Podgrmeč) är en fotbollsklubb från Sanski Most i Bosnien och Hercegovina. Klubben bildades 1944, och dess färger är grönt och gult. Hemmaarenan heter Stadion Podgrmeča. Stadion Podgrmeča har 9 000 sittplatser och kan ha 3 000 specartor, så det går upp till 12 000 personer som tittar. NK Podgrmeč spelar för tillfället i andraligan (Druga Liga) då man flyttades ned från förstaligan säsongen 2005/2006.